# Arthur Romano
Arthur Romano (* 23. März 1914 in Neapel; † 16. Januar 1964 in Montreal) war ein italo-kanadischer Saxophonist, Klarinettist, Oboist, Englischhornist und Musikpädagoge.

## Leben
Romano war der Neffe des Hornisten Pietro Romano. Er hatte den ersten Unterricht bei seinem Vater Giulio Romano und studierte dann bei Alfred Gallodoro in New York und bei Marcel Mule in Frankreich. In Kanada profilierte er sich als Pionier des klassischen Repertoires für Saxophon. Mit der Société des concerts symphoniques de Montréal, einem Vorläufer des Orchestre symphonique de Montréal führte er 1949 Jacques Iberts Concertino da camera auf. Von 1952 bis 1962 war er Englischhornist, Oboist und Saxophonist des Orchestre symphonique de Montréal, daneben trat er als Saxophonist mit dem Orchestre Symphonique de Québec auf.
Am Konservatorium von Montreal unterrichtete Romano Saxophon von 1949 bis 1962, an der McGill University von 1955 bis 1964. Außerdem gründete er die Romano School of Music. Unter anderem studierte Lee Gagnon und Alvinn Pall bei ihm. Anfang der 1950er Jahre gründete er mit seinem Schülern Nick Ayoub, Gerald Danovitch und Frederick Nichols (später Gilles Moisan) das Romano Saxophone Quartet, das vorwiegend im Radioprogramm der CBC auftrat. Unter anderem komponierte George Fiala sein erstes Saxophonquartett und Alexander Brott Three Acts for Four Sinners für das Quartett. 1953 entstand eine Aufnahme mit Michel Perraults Quatuor und Werken von Jean Françaix und Gabriel Pierné. Die Université du Québec à Trois-Rivières veranstaltete 1978 in Zusammenarbeit mit der Association of Saxophonists of North America einen Arthur-Romano-Wettbewerb für die Komposition von Originalwerken für das Saxophon.